# Nonnus rufithorax
Nonnus rufithorax là một loài tò vò trong họ Ichneumonidae.